# Futureal
Futureal (с англ. — «Нереальный, относящийся к будущему» ) — тридцать второй сингл британской хеви-метал-группы Iron Maiden. Сингл выпущен вторым в поддержку альбома группы Virtual XI, и вышел после выпуска альбома.

## Futureal
Песня была записана в 1997 году.
В тексте песни от первого лица задаётся вопрос, верит ли слушатель во всё то, что сейчас происходит, имея в виду новые технологии, и не меняют ли они мир настолько, что он может погибнуть.
Роб Смоллвуд, менеджер коллектива, настаивал на том, чтобы именно эта песня вышла первым синглом, и по его словам имела место стычка с Харрисом по этому поводу, но «Стив упёрся». В результате первым синглом вышла песня The Angel and the Gambler
Соло в песне исполнил Дейв Мюррей.
Песня является одной из самых популярных песен группы, чему в немалой степени поспособствовало её появление в саундтреке видеоигры Ed Hunter (соответственно в одноимённом сборнике Iron Maiden). Она также вошла в трек-лист сборника Edward the Great (2002), всего одной из двух песен эпохи Блэйза Бэйли.

## Сторона «B» сингла
Сторона «B» сингла содержит песни The Evil That Men Do (с англ. — «Зло, которое делают люди») и Man on the Edge (с англ. — «Человек на краю»), записанные вживую в Гётеборге 1 ноября 1995 года и видео The Angel and the Gambler.

## Конверт
На обложке сингла изображён Эдди в виде киборга, такого же, как на альбоме Somewhere in Time (1986), однако по неназванным причинам работу выполнил не Дерек Риггс. Он нарисовал постер, прилагающийся к альбому, на котором использованы мотивы оформления альбома Powerslave (1984), но в футуристичном варианте.

## Список композиций
- Futureal — (Бэйли, Харрис) — 3:00
- The Evil That Men Do (Дикинсон, Харрис, Смит) — 4:20
- Man on the Edge (Бэйли, Гёрс) — 4:09
- The Angel and the Gambler (видео) (Харрис) — 9:51

## Участники
- Блэйз Бэйли — вокал
- Стив Харрис — бас, клавишные
- Яник Герс — гитара
- Дейв Мюррей — гитара
- Нико МакБрэйн — ударные

## Комментарии
1. ↑  Слово-портманто, состоящее из слов future (будущее) + real (настоящее). Обозначает что-то, что по своим характеристикам кажется настолько нереальным, что ему место только в будущем. Но тем не менее это что-то существует сейчас, в настоящее время, и является частью обыденной жизни